# Selección de rugby de Guadalupe
La selección de rugby de Guadalupe,  representa al Departamento de ultramar francés en las competiciones oficiales de rugby.
Esta regulada por el Comité Territorial de Rugby de Guadeloupe.
Está afiliado a Rugby Americas North, la confederación norteamericana en la cual compite oficialmente desde 2018, además participó en los extintos Campeonatos del Caribe desde 1977.

## Palmarés
- Rugby Americas North Trophy (1): 2018

## Participación en copas

### Copa del Mundo
- no ha clasificado

### Rugby Americas North Championship
- RAN Championship 2019: 2° puesto

### Rugby Americas North Trophy
- RAN Trophy 2018: Campeón